# (10908) Kallestroetzel
(10908) Kallestroetzel (1997 XH9) – planetoida z pasa głównego asteroid okrążająca Słońce w ciągu 5,32 lat w średniej odległości 3,05 j.a. Odkryta 7 grudnia 1997 roku.